# Металургійний комбінат у Хідд
Металургійний комбінат у Хідд – підприємство чорної металургії Бахрейну, яке діє у портово-індустріальній зоні Хідд.
Проект реалізували через компанію SULB Bahrain, власниками якої є Foulath Holding Company (51%, належить кувейтським та катарським інвесторам) та японська Yamato Kogyo (49%). 
В 2012 – 2013 роках на майданчику заводу ввели в дію:
- установку прямого відновлення річною потужністю 1,5 млн тон заліза, при цьому фактично її експлуатація відбувається на рівні у 1,7 млн тон;
- електродугову піч ємністю 120 (за іншими даними – 130) тон, яка за проектом дозволяє випускати 0,97 млн тон сталі на рік, проте фактично показала результат у 1,1 млн тон;
- піч-ківш;
- машину безперервного виливу сортової заготовки;
- прокатний стан для випуску великосортового прокату 0,6 млн тон на рік.
Установка прямого відновлення використовує мідрекс-процес та потребує великих обсягів природного газу, який в Бахрейні передусім отримують від газозбірної системи формації Хуфф родовища Бахрейн, хоча певні обсяги також надає газопереробний завод Banagas.
Частина заготовки відправляється на розташований у саудівському Джубайлі металопрокатний завод компанії SULB Saudi, найбільшим власником якого є все та ж Foulath Holding Company.